# Хюттнер, Георг
Георг Хюттнер (нем. Georg Hüttner; 10 февраля 1861, Шварценбах-ам-Вальд — 29 ноября 1919, Гундельсхайм) — немецкий дирижёр и музыкальный педагог.
С 1887 г. и до конца жизни работал в Дортмунде, став первым руководителем Дортмундского оркестрового общества (нем. Dortmunder Orchesterverein), оно же Капелла Хюттнера (нем. Hüttner Kapelle), ныне Дортмундский филармонический оркестр, а с 1904 г. и Дортмундской оперы. Вместе с Карлом Хольтшнайдером в 1901 г. основал в городе Консерваторию Хюттнера (с 1920-х гг. Городская консерватория под муниципальным управлением), в 1912 г. получил звание профессора. Вместе с Хольтшнайдером и при содействии Анри Марто провёл в 1910 г. крупный фестиваль, посвящённый музыке Макса Регера.
Хюттнеру посвящены симфоническая поэма «К одной драме» Фридриха Гернсхайма и Четыре шведских танца Тура Аулина. Имя Хюттнера носит улица (нем. Hüttnerstraße) в Дортмунде.